# Мокрий Став
Мокрий Став —  село в Україні, у Чернігівській селищній громаді Бердянського району Запорізької області. Населення становить 52 осіб (1 січня 2015). До 2016 орган місцевого самоврядування — Богданівська сільська рада.
Село тимчасово окуповане російськими військами 24 лютого 2022 року.

## Географія
Село Мокрий Став знаходиться на правому березі річки Курушан, вище за течією на відстані 3 км розташоване село Довге, нижче за течією на відстані 5 км розташоване село Широкий Яр. Річка в цьому місці пересихає, на ній зроблена загата.

## Історія
1862 — дата заснування.
7 (20) листопада 1917 року, відповідно до Третього Універсалу Української Центральної Ради, увійшло до складу Української Народної Республіки.
12 червня 2020 року, відповідно до Розпорядження Кабінету Міністрів України від  № 713-р «Про визначення адміністративних центрів та затвердження територій територіальних громад Запорізької області», увійшло до складу Чернігівської селищної громади.
17 липня 2020 року після ліквідації Чернігівського району село увійшло до Бердянського району.

## Населення

### Мова
| українська мова | російська |
| --------------- | --------- |
| 67.69%          | 32.31%    |